# Astragalus scorpioides
Astragalus scorpioides es una  especie de planta herbácea perteneciente a la familia de las leguminosas. Es originaria del oeste de la región mediterránea

## Descripción
Es una planta herbácea con tallos de decumbentes a erectos, con pelos basifijos. Las hojas de 3-9 cm, con 5-9 pares de folíolos; estos son ovados, subglabros. Inflorescencias sentadas o subsentadas, con 2-3 flores. Cáliz de 7-8 mm, con dientes más largos que el tubo. Corola de 8-13 mm, amarillenta con nerviación azulada. Legumbre de hasta 55 mm, línear-arqueada, con pico recurvo, pubescente. Tiene un número de cromosoma de 2n = 48. Florece y fructifica de abril a mayo.

## Distribución
Se encuentra en pastizales secos sobre substratos yesosos, margosos o calizos; a una altitud de 0-600 m en el W de la región mediterránea.

## Taxonomía
Astragalus scorpioides fue descrita por  Carl Ludwig Willdenow y publicado en Species Plantarum. Editio quarta 3(2): 1280. 1802.
Etimología
Astragalus: nombre genérico derivado del griego clásico άστράγαλος y luego del Latín astrăgălus aplicado ya en la antigüedad, entre otras cosas, a algunas plantas de la familia Fabaceae, debido a la forma cúbica de sus semillas parecidas a un hueso del pie.
scorpioides: epíteto latino 
Sinonimia
- Astragalus canaliculatus Willd.
- Tragacantha scorpioides (Willd.) Kuntze[5]